# Jan Joosten
Jan Joosten van Lodensteijn (c 1560-1623), o simplemente Jan Joosten, fue un marinero holandés oriundo de Delft y uno de los primeros holandeses en llegar a Japón, llegando como uno de los compañeros de William Adams (era el segundo de a bordo) en el De Liefde, que fue desarmado en la costa de Kyushu en 1600.

## Primeros años en Japón
El De Liefde partió de Róterdam en 1598, en un viaje comercial e intentó una circunnavegación del globo. Fue destruido en Japón en 1600. Los 24 sobrevivientes fueron recibidos por el futuro Shogun Tokugawa Ieyasu, quien los interrogó largamente sobre la política europea y las relaciones exteriores. Al igual que con William Adams, Joosten fue seleccionado para ser un hombre de confianza del Shogun en asuntos exteriores y militares, y contribuyó al desarrollo de las relaciones entre los Países Bajos y Japón, lo que debilitaba la influencia de Portugal y España.
Por sus servicios, a Jan Joosten se le concedió una casa en Edo (ahora Tokio) en una parte de la ciudad que llegó a ser llamado "Yayosu Quay" después de él - su nombre fue pronunciado yan yōsuten en japonés (abreviado: Yayosu (耶楊子) ) - y existe el nombre de Yaesu al lado del nombre de la estación de Tokio. Aunque no se le permitía regresar a los Países Bajos, a Joosten se le permitió tomar una esposa japonesa y se le dio un permiso para participar en el comercio exterior. Él tuvo el privilegio de usar las dos espadas de los samuráis y recibió un estipendio anual que le coloca (junto con Adams) entre las filas de la hatamoto o los retenedores directos del Shogun. Se decía que Joosten era un borracho con un colérico temperamento, y en un cierto momento que ya no era bienvenido en la corte de Ieyasu.

## Comercio
Se sabe que Joosten había hecho una fortuna con el comercio entre Japón y el sudeste de Asia, y el alquiler de varios Shuinsen bajo licencia de Tokugawa Ieyasu. Él fue reportado por los comerciantes holandeses en Ayutthaya por estar a bordo de juncos que transportan cargas ricos a principios de 1613. Después del establecimiento de la fábrica holandesa en Hirado, Joosten se convirtió en un intermediario entre los comerciantes holandeses y el shogunato.
También se dice que estuvo en Siam en una de sus naves, con el aventurero japonés y autor Tenjiku Tokubei. Más tarde, intentó regresar a los Países Bajos, pero después de llegar a Batavia, se le negó el permiso de las autoridades holandesas para seguir adelante. Se ahogó en el Mar Meridional de China en 1623, cuando su barco se hundió cuando regresaba a Japón.